# Hendrik Anders
Pour les articles homonymes, voir Anders.
Hendrik Anders, né à Oberweissbach (comté de Schwarzbourg-Rudolstadt) en 1657 et mort à Amsterdam le 14 mars 1714, est un compositeur baroque et un organiste de la République des Sept Pays-Bas-Unis, originaire d'Allemagne.

## La vie et l'œuvre: musicien au service de l'Église et du théâtre
L'année de sa naissance peut être déduite de son inscription, à l'âge de neuf ans, au gymnasium de Rudolstadt en 1666.  Anders fut organiste de l'église luthérienne d'Amsterdam de 1683 à 1694, l'année de son licenciement pour cause de mauvaise conduite.  Deux ans plus tard, il devint carillonneur ou joueur de carillon.  Il était également violoniste au théâtre.
Anders composait de la musique instrumentale d'ensemble, qui aurait trouvé son origine dans les ouvertures et intermèdes des pièces de théâtre et des zangspelen, dont les auteurs étaient des poètes néerlandais.  Avec Servaes de Koninck, il joua un rôle d'importance dans l'évolution du zangspel, un genre de théâtre lyrique.  Dans ces courtes pièces, les parties parlées étaient interrompues et alternées par des strophes chantées.  À l'origine de ce genre se trouve sans doute la création, en 1685, de l'adaptation en néerlandais par Thomas Arendsz de la tragédie lyrique Roland, dont la musique est de Giovanni Battista Lulli (paroles de Philippe Quinault).  Dans la version néerlandaise, la pièce aurait été parlée pour la plus grande partie, mais des arias de Lulli, certaines étaient chantées.  Des compositeurs de la République, comme Anders, commencèrent bientôt eux-mêmes à mettre en musique des zangspelen.  Ces pièces si proches du genre de l'opéra avaient connu un succès immense et auraient introduit, en même temps, la langue néerlandaise dans la musique de théâtre, bien que ces efforts n'aient pas abouti à l'émergence d'une véritable tradition d'opéra néerlandais.  La plupart des opéras représentés dans la République provenaient de France, d'Italie et, plus tard, également des territoires de langue allemande.  Ils étaient d'ailleurs représentés par des compagnies de théâtre étrangères.  Ceci est peut-être dû au phénomène qu'à la fin du siècle, noblesse et patriciat néerlandais étaient affectés davantage par l'évolution culturelle à l'étranger, ce qui devait progressivement conduire à la dépréciation des efforts de leurs propres musiciens néerlandais.  Anders composa la musique d'au moins cinq zangspelen néerlandais (sur des paroles d'Andreas du Moulin, de Dirck Buysero et de Cornelis Sweerts), y compris celle de Vénus et Adonis de 1696 (sur des paroles de Dirck Buysero).

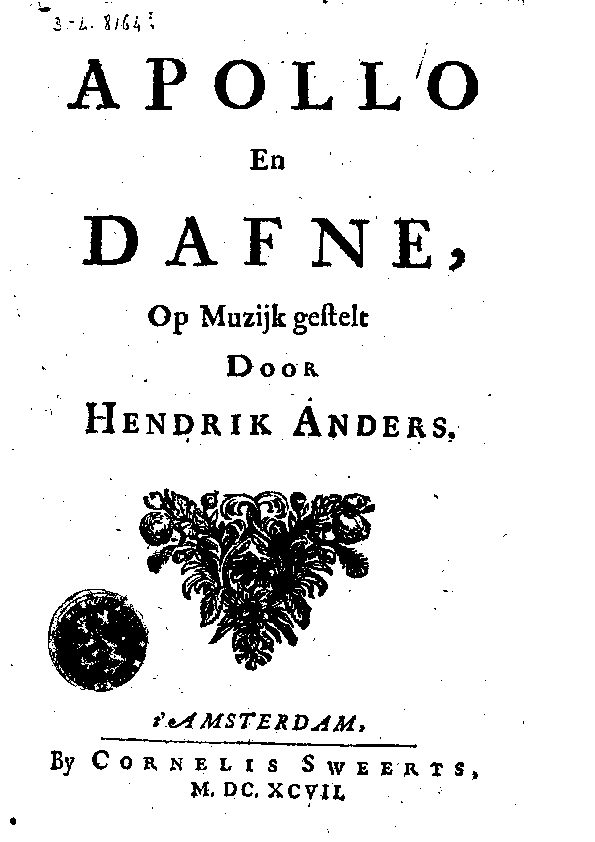
Page de titre du livret de Cornelis Sweerts de l'opéra, ou zangspel, Apollo en Dafne de Hendrik Anders

Pour le libraire Cornelis Sweerts, fils du poète Hiëronymus Sweerts, Anders composa, en 1691, la musique de la tragédie Jacoba van Beieren, erfgravin van Holland.  Pour la première fois, Sweerts s'était alors manifesté lui-même comme poète.  Mais animé par un amour particulier pour la musique, il publia, en 1697, un court zangspel, Apollon et Daphné, dont la musique 	avait été composée par Hendrik Anders, et où Cupidon, afin de se venger du dieu Apollon pour le mépris que celui-ci affiche à son égard, lui fait éprouver un amour irrésistible pour une Daphné qui, au service de la déesse Diane s'adonnant aux plaisirs de la chasse, par l'intervention de Cupidon, demeure insensible à son amour tout en le rejetant ; comme Apollon veut passer à la violence, à sa propre demande, elle se fait transformer en un laurier.
La pastorale De Min en Wyn-strydt date également de 1697.  De cette pièce, les paroles furent publiées par Jacob van Rijndorp, directeur de la compagnie théâtrale de La Haye, toutefois sans indiquer le nom de l'auteur.  Ultérieurement, Van Rijndorp révélera le nom de l'auteur dans la préface d'une farce, une comédie musicale publiée en 1719, en annonçant que la pièce avait été mise en vers par Buysero, et qu'elle lui avait été transmise.  La pièce traite le même sujet que le livret de Quinault pour l'opéra de Lulli : Les Fêtes de l'Amour et de Bacchus.  En 1719, Van Rijndorp rééditera la pièce sous le nom harders-spel (pastorale), après avoir publié, deux ans auparavant, une pièce intitulée Min- en Wynstrydt entièrement différente et, apparemment, traduite d'après Quinault, qu'il avait prise à tort pour une œuvre de Buysero,.
Toujours en 1697, Anders, Carl Rosier et ses filles Maria Petronella et Maria Anna, ainsi que Jacques Cocqu et sa fille Catherina, Nicholaas Ferdinand Le Grand, François Desrosiers et Michel Parent fondèrent un collegium musicum.  Cette société musicale, autant une d’amateurs que de professionnels, avait comme but de donner des concerts : en été à Amsterdam et en hiver à La Haye.
Sweerts écrivit une autre pièce dont la composition musicale incomba à Hendrik Anders : Den verliefden Rijkert (ou dans la deuxième édition de 1722 : Gryn bedrogen, ou Le Richard amoureux trompé).  La pièce était beaucoup plus longue, comptait trois actes et ne ressemblait en rien à une pastorale, mais plutôt à une comédie médiocre ; selon le poète lui-même, la pièce pouvait être représentée sous forme de comédie avec quelques chansons et une aubade de musiciens.  Fidèle à la tradition établie par Quinault et Lulli, ici aussi, on chante la louange du vin en opposition à l'amour. Dans cette pièce, Flip (Philippe), le valet de Rykert (Richard), chante presque toujours avec une bouteille à la main.
Le nom d'Anders apparaît dans les comptes du Théâtre d'Amsterdam à partir de 1705, une seule fois avec mention de sa fonction : « musik meester » (maître de musique).  Anders mourut le 14 mars 1714 sans même laisser l'argent nécessaire pour payer les funérailles.

## Sources
- (en) The New Grove Dictionary of Music and Musicians, Londres, 2001.
- (nl) DIRKSEN, Pieter.  « Zingen in een kleine taal rond 1700 » [Chanter dans une petite langue vers 1700], Een muziekgeschiedenis der Nederlanden (une histoire de la musique des Pays-Bas), (réd. Louis Peter GRIJP), Amsterdam University Press - Salomé – Éd. Pelckmans - Institut Meertens - Koninklijke Vereniging voor Nederlandse Muziekgeschiedenis, Amsterdam [Association royale pour l'histoire de la musique néerlandaise], 2001  (ISBN 90 5356 488 8) (pour la Belgique Éd. Pelckmans  (ISBN 90-289-3000-0) (OCLC 783018359)), p. 317-321.
- (nl) NOSKE, Frits.  « Nederlandse liedkunst in de zeventiende eeuw: Remigius Schrijver en Servaas de Koninck » (L'Art de la chanson néerlandaise au XVIIe siècle : Remigius Schrijver et Servaes de Koninck), Tijdschrift van de Vereniging voor Nederlandse Muziekgeschiedenis [Périodique de l'Association pour l'histoire de la musique néerlandaise], 34e partie, 1er ép., 1984, p. 49-67.
- (nl) TE WINKEL, Jan.  « Geschiedenis der Nederlandsche letterkunde van de Republiek der Vereenigde Nederlanden (2) » [Histoire de la littérature néerlandaise de la République des Pays-Bas-Unis, 2], 2e éd., De ontwikkelingsgang der Nederlandsche letterkunde [Évolution de la littérature néerlandaise], Haarlem, Les héritiers F. Bohn, 1924, p. 526-527.
- (nl) WORP, Jacob Adolf.  Geschiedenis van het drama en van het tooneel in Nederland [Histoire du drame et du théâtre aux Pays-Bas], vol. 2, Groningue, Wolters, 1907, p. 8.
- (nl) ZIELHORST, Anthony.  « Nederlandse liedkunst in Amsterdam rond 1700 » [L'art de la chanson néerlandaise vers 1700], De Eeuwwende (réd. André KLUKHUHN), vol. 3, Utrecht, Bureau Studium Generale, université d'Utrecht, 1991, p. 141-142.